# جون أندرو سوليفان
جون أندرو سوليفان (بالإنجليزية: John Andrew Sullivan)‏ هو محامي وسياسي أمريكي، ولد في 10 مايو 1868 ببوسطن في الولايات المتحدة، وتوفي في 31 مايو 1927 في نفس البلد. حزبياً، نشط في الحزب الديمقراطي. وقد انتخب عضو مجلس النواب الأمريكي.